# Централен стадион (Волгоград)
Цетралният стадион (на руски: Центральный стадион) е многофункционален стадион във Волгоград, Русия.
На него домакинските си мачове играе местният „Ротор“.
Стадионът е открит през 1962 г. По съветско време е бил за 42 000 зрители – 4-ти по големина в СССР след „Лужники“ (Москва), „Киров“ (Ленинград) и Олимпийския стадион в Киев. В реконструкция.